# Línia 500T

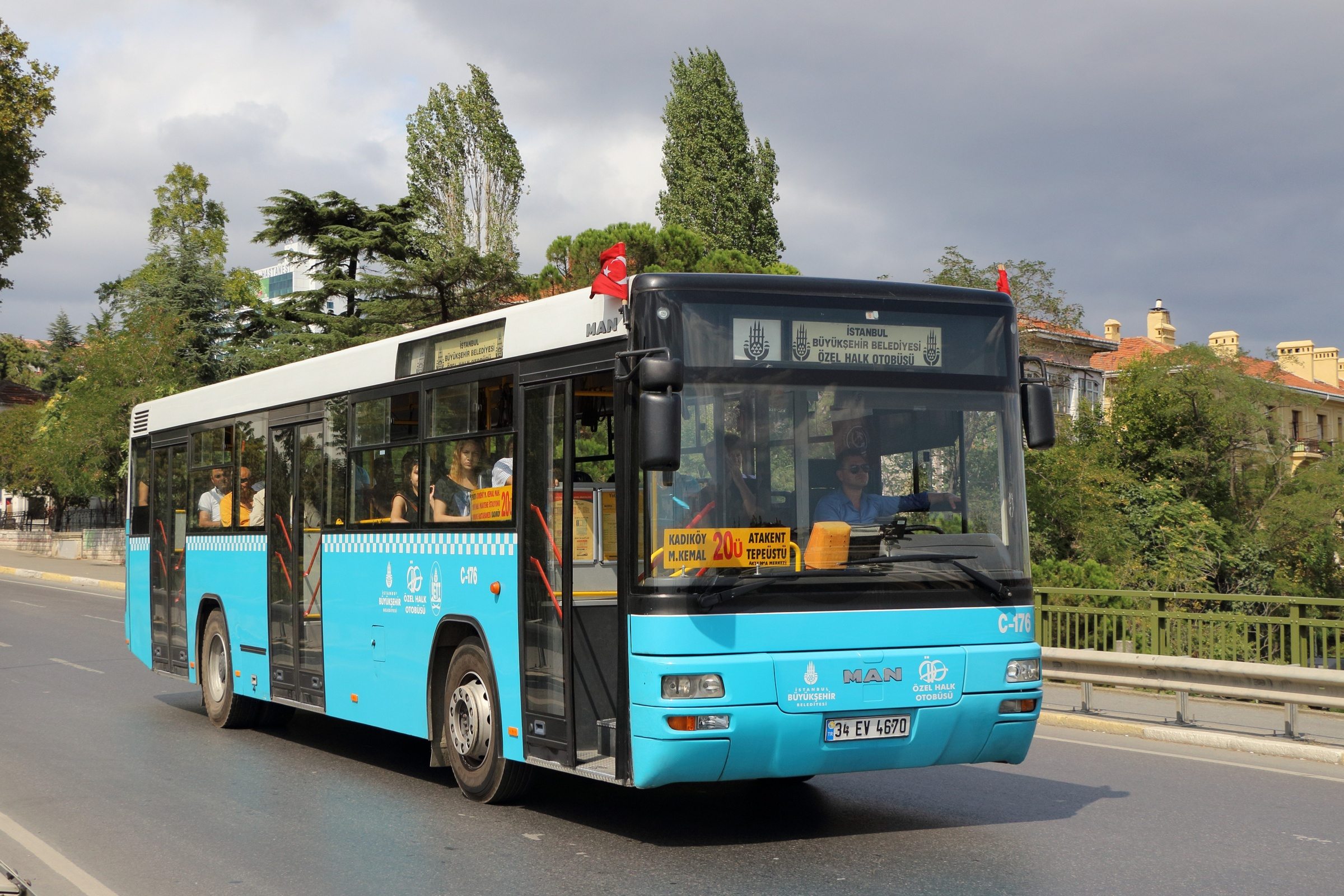
Un halk otobüsü a Istanbul, similar als busos de la Línia 500T

La línia 500T o línia Tuzla Şifa mahallesi-Cevizlibağ, més coneguda com a línia Tuzla-Cevizlibağ (en turc Tuzla-Cevizlibağ Hattı) és una línia de busos de transport públic a Istanbul, notable per cobrir una distància de 98 km. La línia, que uneix el mahalle Şifa, al districte de Tuzla en la part asiàtica de la província d'Istanbul, amb Cevizlibağ, al districte de Zeytinburnu a la part europea de la ciutat té 75 parades. Aquest viatge, segons l'İETT, l'administració municipal de transport públic de l'ajuntament d'Istanbul, dura uns 150 minuts. Segons altres fonts, el viatge dura 240 minuts. La Línia 500T va esdevenir més famosa quan el Tuzlaspor de Tuzla, un club de futbol de la PTT 2. Lig, tercera divisió de futbol a Turquia, en protesta per les condicions econòmiques dels equips d'aquesta lliga va decidir de viatjar en aquesta línia per a anar a l'Estadi Şükrü Saracoğlu de Fenerbahçe, a Kadıköy, per a disputar el partit de la Copa de Turquia contra el Fenerbahçe. Nihat Yılmaz, jugador de Tuzlaspor, aprofita el viatge en línia 500T per a trucar a la núvia i proposar-li matrimoni. La línia 500T que va ser establerta, fa 26 anys, com una línia entre Tuzla i Topkapı és coberta pels autobusos públics halk otobüsü ("busos del poble" o "busos blaus") no propis de la İETT sinó d'inversors privats. La Línia 500T es considera "llegendària" pels usuaris.